# جون ماكينتوش هوي
جون ماكينتوش هوي (بالإنجليزية: John Mackintosh Howie)‏ هو رياضياتي بريطاني، ولد في 23 مايو 1936 في Chryston ‏ في المملكة المتحدة، وتوفي في 26 ديسمبر 2011 في سنت أندروز في المملكة المتحدة.